# Końskie
Końskie (uitspraakⓘ) is een stad in de Poolse woiwodschap Heilig Kruis, gelegen in de powiat Konecki. De oppervlakte bedraagt 17,68 km², het inwonertal 20.903 (2005).

## Verkeer en vervoer
- Station Końskie

Stadsdistrict:
Kielce

Districten:
Busko-Zdrój · Jędrzejów · Kazimierza · Kielce · Końskie · Opatów · Ostrowiec · Pińczów · Sandomierz · Skarżysko · Starachowice · Staszów · Włoszczowa

Grootste steden:
Kielce · Końskie · Ostrowiec Świętokrzyski · Sandomierz · Skarżysko-Kamienna · Starachowice